# Omar Abdirashid Ali Sharmarke
Omar Abdirashid Sharmarke (uttal, somaliska :Cumar Cabdirashiid Cali Sharmaarke, arabiska : عمر عبد الرشيد علي شرماركي), född 18 juni 1960 i Mogadishu, Somalia, är en somalisk diplomat och politiker. Han var landets premiärminister mellan 2009 till 2010 och 2014 till 2017.

## Biografi
Sharmake är son till den tidigare andra presidenten och första premiärministern i Somalia, Abdirashid Sharmarke, som mördades 1969, och Rukiyo Mo'alim Daahir, dotter till den välkände somaliske islamiska forskaren Mo’alim Dahir Ali Boss. Hans familj tillhör klanen majeerteen Harti Darod och kommer ursprungligen från Puntlandregionen i nordöstra Somalia.
Sharmarke studerade vid Carleton University i Ottawa, där han tog examen i statskunskap och nationalekonomi. Trots att hans familj är bosatt i Virginia i USA, har han både somaliskt och kanadensiskt medborgarskap.
Han har arbetat som diplomat för FN i Sri Lanka och Sierra Leone och var politisk rådgivare under Darfurkonflikten i Sudan. Innan han tillträdde som premiärminister, var han 2014 kortvarigt Somalias ambassadör i USA.

## Politisk karriär
Den 13 februari 2009, vid ett möte i Djibouti, nominerades Sharmarke av Somalias president Sharif Sheikh Ahmed till att bli premiärminister. Hans utnämning var allmänt välkomnad och en talesman för den moderata Islamic Courts Movement beskrev honom som en "ärlig man som ska leda till positiva förändringar".
I april och maj 2010, uppstod en klyfta mellan premiärminister Sharmarke och parlamentets dåvarande talman, Adan Mohamed Nuur Madobe, som kulminerade i talmannens avgång efter parlamentets omröstning. Kort därefter meddelade den sittande presidenten Sharif att han avskedat premiärminister Sharmarke med avsikt att bilda en ny regering. Som svar på detta sade Sharmarke till pressen att Sharif inte hade befogenhet att avskeda honom, och uppgav att han skulle sitta kvar tills parlamentet avsatt honom genom en misstroendeförklaring.
Efter en rad ytterligare konflikter med Sharif meddelade Sharmarke den 21 september 2010 vid en presskonferens i närvaro av parlamentsledamöter och regeringen sin avgång som premiärminister för Somalia. Han indikerade att stridigheter mellan honom själv och sittande presidenten Sharif Ahmed hade blivit en "säkerhetsrisk" och att han hade valt att frivilligt avgå för att "rädda nationen".
Den 17 december 2014 omvaldes Sharmarke som Somalias premiärminister av president Hassan Sheikh Mohamud. Han ersatte Abdiweli Sheikh Ahmed, som röstades bort av det federala parlamentet. Den 12 januari 2015 offentliggjorde Sharmarke sin nya federala regering, bestående av 26 ministrar, 25 vice ministrar och 8 statliga ministrar. Många ministrar behölls från den föregående Ahmedadministrationen.